# Coppa Italia Dilettanti 1992-1993
La Coppa Italia Dilettanti 1992-1993 è stata la 27ª edizione di questa competizione calcistica italiana. È stata disputata con la formula dell'eliminazione diretta ed è stata vinta dal Treviso.
Dopo l'entrata in vigore della Legge n. 91 del 23 marzo 1981 che ha abolito il calcio semiprofessionistico, le squadre del Campionato Nazionale Dilettanti (5º livello nazionale, primo dilettantistico) partecipano a questa coppa, assieme a quelle di Eccellenza (1º livello regionale, 6º nazionale). Il torneo viene diviso in due "binari" per le due categorie con assegnazione delle rispettive Coppe Italia. Le due vincitrici si affrontano poi per l'assegnazione della Coppa Italia Dilettanti.
L'edizione, come detto sopra, è stata vinta dal Treviso, che superò in finale l'Imola; le finaliste sconfitte delle due coppe furono Sportiva Cariatese (C.N.D.) e Juventina Gela (Eccellenza).

## Formula
Le squadre delle due categorie (Campionato Nazionale Dilettanti 1992-1993 ed Eccellenza 1992-1993) disputano due coppe diverse con assegnazione delle rispettive Coppe Italia di settore. Le due vincenti si affrontano poi nella finale per la Coppa Italia Dilettanti.

## Partecipanti
Alla finale giungono le vincitrici della fase C.N.D. e della fase Eccellenza.
| Torneo          | Squadra | Città (provincia) | Posizione in campionato                        |
| --------------- | ------- | ----------------- | ---------------------------------------------- |
| fase C.N.D.     | Treviso | Treviso           | 5º nel girone B del C.N.D.                     |
| fase Eccellenza | Imola   | Imola (BO)        | 5º nel girone B dell'Eccellenza Emilia-Romagna |

### Il cammino delle finaliste
```
Fase C.N.D.

PRIMO TURNO:

Sandonà 1922
-
Treviso
              0-0 

Treviso
-Centro del Mobile     6-1

SECONDO TURNO:

Manzanese-
Treviso
             0-7

Treviso
-
Caerano
               3-1

TERZO TURNO:

Bassano Virtus
-
Treviso
        0-1

Treviso
-
Sassuolo
              2-0

SEMIFINALI:

Legnano
-
Treviso
               2-2

Treviso
-
Sestese
            3-1

FINALE

Sportiva Cariatese
-
Treviso
 0-0 0-1
```

```
Fase regionale Emilia-Romagna

PRIMO TURNO:

Ammessa di diritto

SECONDO TURNO:

Imola
-
Sangiorgese
              1-0 1-0

TERZO TURNO:

Imola
-Corticella               0-0 4-0

QUARTO TURNO:

Imola
-Crespellano              3-0 2-1

QUINTO TURNO:
 

Imola
-Ostellato                3-2 1-0

SEMIFINALI:

Imola
-Sampierana               0-0 4-0

FINALE

Imola
-
Reggiolo
                 2-1
```

```
Fase nazionale

PRIMO TURNO:

Carloforte-
Imola
               0-1

Imola
-Impruneta Tavarnuzze     3-0

SECONDO TURNO:

Imola
-
Tamai
                    2-1

Arco
-
Imola
                     0-1

FINALE

Imola
-
Juventina Gela
           2-1 0-0
```

## Finale
| Arbitro: | Urbano (Carbonia) |

| |                      | |
| Giovanelli Lombardi Novello Barbieri | Tiri di rigore 4 – 2 | Manetta Bombardini Trotta Donattini                                                                                       |
| Cecchinato Pastrello Pettenò (17' Lombardi) Orecchioni Dal Compare Favaretto Novello Caverzan (52' Giovannelli) Sartor De Poli Barbieri | Formazioni           | Martini Pressi Donattini Manetta Trotta Regini Compagnone (91' Luconi) Bombardini Forzan Baggiarini Cesarini (63' Sirico) |
| Realini | Allenatori           | Ferri |